# Dabbankulturen
Dabbankulturen är en arkeologisk kultur från yngre paleolitikum som överlagrade den medelpaleolitiska moustérienkulturen i den stora Haua Fteah-grottan i Cyrenaica. Dabbankulturen markerar början av yngre paleolitikum i området. 
De äldsta manifestationerna av den yngre paleolitiska kulturen är visserligen samtliga mycket enkla, men skiljer sig från varandra i detaljer. Hos dabbankulturen finner man redan i inledningsfasen ett slags speciella avfasade spån som avslutas med sneda, stickellika slag. I Levanten liknar den inledande kulturen inom den yngre paleolitiska serien, emirien, i många avseenden dabbankulturen, medan de därpå följande antelien, atliten och kebarien samtliga var speciella för området. 